# 虹桥2号航站楼站 (地铁)
虹桥2号航站楼站，原定名虹桥机场西站，工程名虹桥东站，是一个位于中华人民共和国上海市闵行区新虹街道虹桥综合交通枢纽虹桥机场2号航站楼地下，虹桥机场现有跑道西侧约1350米、2号航站楼与上海虹桥站之间，是上海地铁2号线与10号线的地铁换乘站，2号线站台于2010年3月16日建成启用，10号线站台于2010年11月30日启用。该站可以出站换乘市域铁路机场联络线、嘉闵线、示范区线虹桥2号航站楼站。
2020年1月23日至2月2日，因2号线徐泾东站-淞虹路站区段进行双向隧道整修施工，虹桥2号航站楼站地铁2号线暂停服务。
2022年4月1日，为配合新型冠状病毒疫情防控，虹桥2号航站楼站地铁2号线暂停服务，直至7月4日恢复。
2023年1月22日至27日，因2号线徐泾东站-淞虹路站区段实施施工整治，虹桥2号航站楼站地铁2号线暂停服务。

## 车站结构
虹桥2号航站楼站共有两层，总长约400米，最宽处136.4米，建筑面积约为40000平方米。

### 楼层分布
车站位于虹桥机场2号航站楼的B1层，设有站厅；站台层设在B2层。
| 地下一层 | 2号线站厅   | 票务服务、进出站、服务中心           |          |          |
|          | 中间站厅    | 票务服务、自动售票机、人工服务台     |          |          |
|          | 10号线站厅  | 票务服务、进出站、服务中心           |          |          |
| 地下二层 |             | █ 2号线 往国家会展中心（虹桥火车站） |          |          |
|          | ①站台 ②站台 | 岛式站台                             | 岛式站台 | 岛式站台 |
|          |             | █ 2号线 往浦东1号2号航站楼（淞虹路） |          |          |
|          | ③站台 ⑥站台 | 岛式站台                             | 岛式站台 | 岛式站台 |
|          |             | █ 10号线 往基隆路（虹桥1号航站楼）   |          |          |
|          | ⑤站台 ④站台 | 岛式站台                             | 岛式站台 | 岛式站台 |
|          |             | █ 10号线 往虹桥火车站（终点站）      |          |          |

### 站厅
虹桥2号航站楼设有南北和中部三个站厅，分别连通车站的三个岛式站台。三个站厅均设有自助售票机、检票闸机等设备。目前三个站厅独立运作，互不相通。

### 站台
虹桥2号航站楼共设有三个岛式站台，2号线和10号线分别使用两侧的两个岛式站台。2号线站台位于车站北侧，可停靠8A编组列车，2号线车站與另外兩個西延伸段二期車站均裝上屏蔽門，亦是第二批2号线裝上屏蔽門的新車站。10号线站台位于车站南侧，可停靠6A编组列车，设有站台屏蔽门。
中部的岛式站台于2017年12月30日启用，宽达30.8米，2号线开往浦东1号2号航站楼方向的列车和10号线开往基隆路方向的列车停靠本站时会使用此站台，实现双开门。
三个站台对应的站厅不互通，因此乘客如需从一个站台前往另一站台，可以前往站厅出站换乘，也可以在两站台之间的列车进站停靠并双侧开门时穿过列车前往另一站台。即“穿车厢”换乘。

### 换乘
虹桥2号航站楼站是上海地铁系统中的出站换乘站之一：由于2号线、10号线站厅分布于交通中心南北两侧，乘客换乘可先离开付费区、重新购票后再进站。持有上海公共交通卡的旅客无需重新计费，换乘车站出站后再进站间隔在30分钟内可享受出站换乘连续计费。
自2017年12月30日起，2号线浦东1号2号航站楼方向、10号线基隆路、航中路方向（两者均为市区方向）之间换乘的乘客可直接通过中部的③、⑥站台进行站内同台换乘，无需出站。
由于停靠在②、③号站台之间的2号线（浦东1号2号航站楼方向）列车和⑤、⑥号站台之间的10号线（基隆路、航中路方向）列车的两侧车门都会打开，因此本来需要出站换乘的乘客也可以选择在列车进站时穿过列车以到达另一站台进行换乘，以替代出站换乘。

## 车站出入口
车站整体位于虹桥交通枢纽东交通中心，不设独立的出入口，进出站闸机均设于站厅层，出站即可乘直梯或扶梯到达车站上方的虹桥机场2号航站楼，或通过通道抵达上海虹橋站。从该站出发前往上海虹桥站检票口的距离虽大于从虹桥火车站地铁站出发的距离，但由于没有绕行围栏和铁马，故用时较从虹桥火车站地铁站出发的路线要短。

## 接驳交通

### 公交

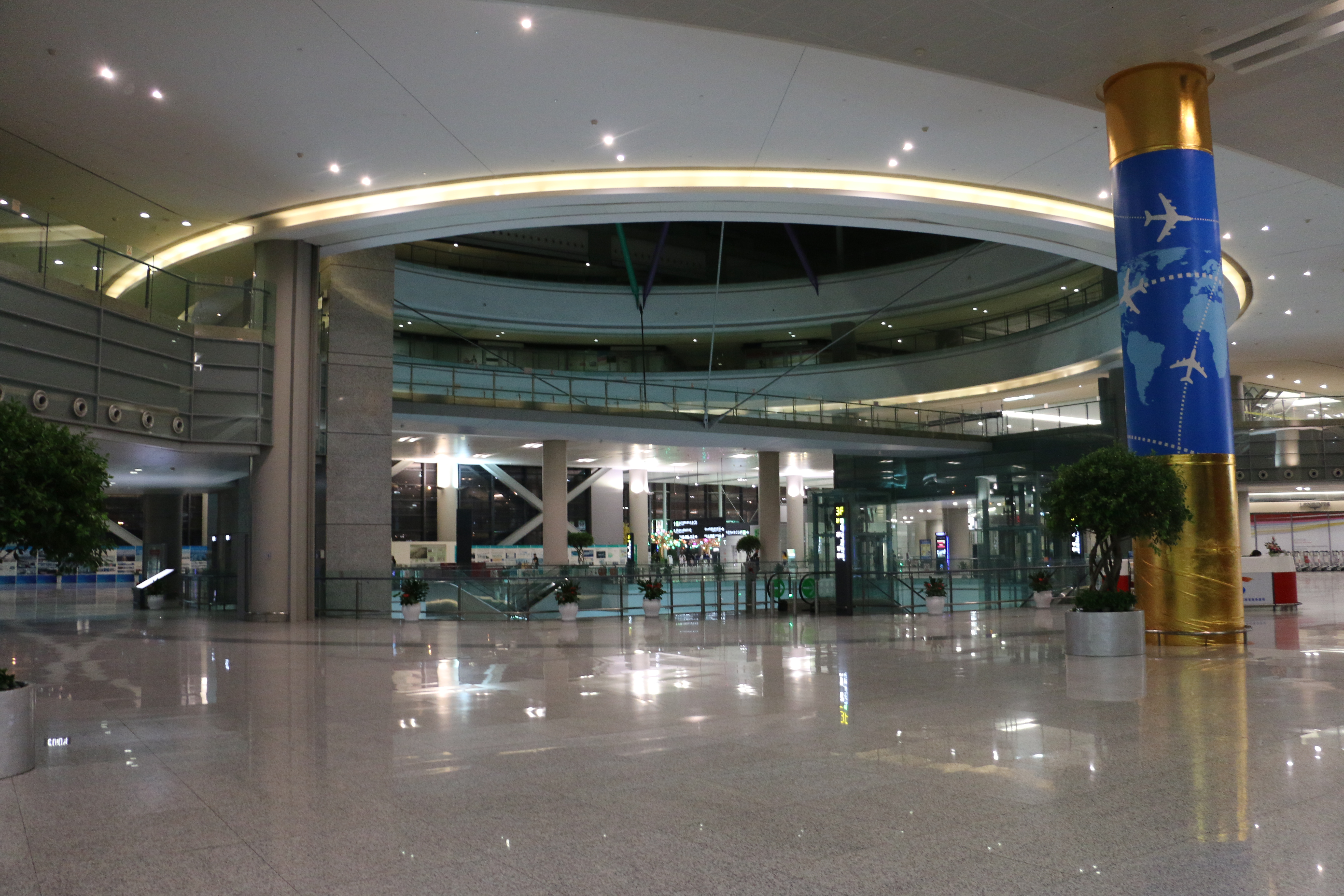
虹桥东交通中心

虹桥2号航站楼站位于虹桥东交通中心内，使用东交通中心的公交服务。
| 虹桥枢纽东交通中心 |             |                    |                                                |
| 候车室             | 公交车      | 起点站             | 终点站                                         |
| 1号候车室          | 316路       | 虹桥东交通中心     | 延安东路中山东一路                             |
| 1号候车室          | 虹桥枢纽4路 | 虹桥枢纽东交通中心 | 紫竹科学园区                                   |
| 1号候车室          | 941路       | 虹桥枢纽东交通中心 | 上海火车站(南广场)（经停虹桥机场1、2号航站楼） |
| 1号候车室          | 闵行18路    | 金辉路保乐路       | 合川路虹泉路                                   |
| 2号候车室          | 虹桥枢纽9路 | 虹桥枢纽东交通中心 | 嘉定客运中心                                   |
| 2号候车室          | 机场一线    | 虹桥枢纽东交通中心 | 浦东机场                                       |

## 圖片
- 啟用前的中部站厅（2016年）
- 中部站厅入閘機
- 中部站厅入口設有新型安检门（圖中後方），乘客須通過安检门方可進入收費區
- 10号线站台
- 10号线站台
- 往市区方向共用站台